# Avenida Plan de Ayala (Cuernavaca)
Avenida Plan de Ayala es una avenida que corre de oriente a poniente en la ciudad de Cuernavaca, Morelos. Tiene una longitud de 3.7 km y en ella está una importante zona comercial, así como hospitales y los casinos de la ciudad.

## Descripción
Es una avenida de 4 carriles, corre horizontalmente de oriente a poniente de la ciudad y tiene una longitud de 3.7 km; comenzando con la Avenida Vicente Guerrero, en la colonia Lomas de la Selva; hasta la unión con el Boulevard Paseo Cuauhnahuac, en el entronque a la Autopista del Sol (México).

## Sitios de interés

### Hospital General IMSS Cuernavaca
Ubicada en la colonia Chapultepec, el Hospital es el edificio más alto de la ciudad, cuenta con una altura aproximada de 30 m; en ella se encuentra el Hospital General, la Delegación del IMSS en Cuernavaca y una Unidad Deportiva.

### Glorieta de la Luna
Es una glorieta y parque muy peculiar, ya que en esta glorieta no solamente se transita a su alrededor, sino que también, la Avenida Plan de Ayala (que se amplia a 8 carriles), atraviesa por el centro de está formando dos medias lunas (de ahí su nombre).
Es también una de las glorietas con más influenza vehicular de la Cuernavaca

### El Vergel y Patios de la Estación
El Vergel es una colonia muy popular de Cuernavaca, pero lo que más sobresale de esta, es el famoso crucero de las avenidas Plan de Ayala y el Boulevard Adolfo López Mateos; esto se debe, principalmente, a que la Avenida Lopez Mateos rodea el Mercado más grande e importante de la ciudad "Mercado Adolfo Lopez Mateos", además que estas arterias viales comunican al centro de la ciudad.
Patios de la Estación, es lo que alguna vez fue el antiguo camino del ferrocarril y la estación central de Cuernavaca , pero al mal mantenimiento de la zona y a la falta de seguridad hoy se convirtió en una colonia clandestina de la ciudad, donde, en 2001, "paracaidistas" tomaron el antiguo camino y se asentaron ahí.